# El Cuarteto de Nos
El Cuarteto de Nos é um grupo musical de rock alternativo formado em 1980 em Montevidéu, Uruguai. A banda é considerada uma das mais importantes do rock uruguaio sendo reconhecida internacionalmente através de suas canções de temáticas universais que abordam fatos do cotidiano de forma crítica e bem humorada.  Em 2012 eles lançaram o álbum Porfiado, vencedor de dois prêmios Grammy Latino, nas categorias de Melhor Canção de Rock e Melhor Álbum de Pop/Rock.

## História

### Antecedentes
A inspiração para criação do grupo partiu de um jogo de adolescentes entre os irmãos Roberto e Ricardo Musso que decidiram criar uma cidade imaginária chamada “Tajo”, com diversos personagens que depois se converteriam nos protagonistas de suas canções. Pouco tempo depois Santiago Tavella se juntou a eles neste jogo. Desde essa época, início dos anos 80 os três compartilhavam o gosto pelas piadas, jogos de palavras e personagens incomuns – recorrentes deste universo que fora criado.
Naquela época a banda composta pelos três tocava em ambientes universitários covers dos Beatles e música instrumentais, já que eles acreditam que as letras que escreviam eram algo que ninguém poderia se interessar. Inspirados por um show que foram ver do Leo Masliah, decidiram começar a tocar suas canções com letras incorporadas cheias de humor ácido.

### Início
Em 1980, El Cuarteto de Nos fez seu primeiro show, um concerto totalmente instrumental no teatro "El Tinglado". Eles também tocaram nos teatros "La Máscara", "El Circular" e "Teatro La Alianza Francesa" enquanto seu próprio estilo musical estava sendo desenvolvido. Em 1984, após várias apresentações, o selo discográfico Ayuí propõe ao grupo gravar um álbum compartilhado com o músico uruguaio Alberto Wolf. A proposta é aceita e naquele mesmo ano é lançado o disco intitulado El Cuarteto de Nos/ Alberto Wolf, com seis canções de Wolf e outras seis da banda.
Ainda em 1984, o baterista Álvaro Pintos se junta ao grupo como integrante fixo, já que até o momento era  Leonardo Baroncini que acompanhava a banda como convidado.
Em 1985, El Cuarteto de Nos se apresenta na feira Villa Biarritz, os integrantes chamam a atenção da plateia e da mídia ao subirem no palco vestidos como papel-alumínio nas pernas e bolas amarradas na cabeça.
Desde essa época a originalidade de seus diversos shows deram frutos e assim surge uma ampla comunidade de seguidores de todas as idades.

### Primeiros álbuns
Soy una Arveja (Sou uma ervilha, em tradução livre), seu primeiro LP, saiu em 1986 e foi apresentado em 1987 no teatro El Galpón, onde tornaram oficiais as fantasias de velhinhas (aludidas na décima primeira faixa do disco). Essas fantasias foram usadas em inúmeras apresentações.
O álbum Soy una Arveja contém 14 canções e conta com uma sonoridade mais sólida que o anterior já que foram incorporadas guitarras. As letras levam a um extremo muito mais incômodo e surrealista. Além disso, foram feitas as primeiras referências à cidade imaginária de Tajo. Este disco foi reeditado em CD em 2008.
Em 1988 realizam seu primeiro ciclo de apresentações, intitulado Homenaje a Cuarteto de Nos, enquanto gravam Emilio García, seu segundo álbum de estúdio. O nome do LP faz referência ao imaginário empresário que a banda tinha na época, assim como a cidade de "Tajo" se refere a origem imaginária da banda. Emilio García parte da mesma estrutura que o primeiro disco, tanto em sonoridade como na proposta das letras. A apresentação desse álbum foi realizada no Teatro do Notariado, onde Los Bedronclos e Tuquito Y Sus Cowboys (paródias realizadas por eles mesmos) atuam como uma banda que abre os seus shows.
Em 1989, percorreram o país com suas apresentações e, em dezembro de 1991, se apresentaram pela primeira vez na Argentina na Segunda Bienal de Arte Jovem.
A gravação de seu próximo disco, Canciones del Corazón, começou em 1990. Este disco foi editado pela gravadora Orfeu no ano seguinte em formato fita cassete e se tornou um do mais importantes da carreira da banda, uma vez que contêm canções emblemáticas como "Siempre que Eschucho al Cuarteto", "Corazón Maricón" e "Al Cielo No". O som deste disco é considerado mais diverso e experimental que em seus álbuns anteriores.

### A inesperada popularidade
Em 1994 lançam Otra navidad en las trincheras, que imediatamente é aceito pelo público e crítica especializada. O disco obtem pelas sua vendas o certificado de disco de platina quádruplo no Uruguai e é até o momento o disco de rock mais vendido da história daquele país. Este álbum se destaca na cena musical por sua amplitude, aparecem fusionado a salsa, o rock e a música eletrônica quase tudo em tom de brincadeira, as letras não são tão surrealistas como em seus discos anteriores, o humor ácido e sarcástico se envereda pela parte sexual e pelo politicamente incorreto – este modo de composição caracterizou o grupo desde essa fase até o disco Cortomambo (2000).
O sucesso obtido abrange todas os níveis etários, desde as crianças ate os adultos, todos cantavam canções deste disco em 1994. Alguns dos seus maiores êxitos foram “Sólo un rumor”, “Eres una chica muy bonita”, “Soy un capón”, “Bo cartero” (uma versão livre da música “Please Mr. Postman”), “El putón del barrio” e “Me agarre el pitito com el cierre”.
O disco gera uma grande popularidade apesar da quase ausência da banda nos meios de comunicação massivos. Tocam pela primeira vez no Teatro de Verano em Motevidéu, na presença de cinco mil pessoas. Também fazem um show no balneário de Piriápolis ante um público de dez mil pessoas.
O grupo leva na brincadeira o sucesso nacional – com o mesmo humor que fazem música – e ao disco lançado em 1995 o nomeiam Barranca abajo. Este disco se destaca por ser mais musicalmente sombrio que os seus precedentes.
Aproveitando o sucesso gerado pelo álbum Otra navidad en las trincheras, sai à venda também em 1995 o disco La misma porquería, uma coletânea de seus três primeiros discos.

### A canção polêmica
Em 1996 o grupo El Cuarteto de Nos lança seu novo disco, intitulado El tren bala. A primeira música do disco continha uma temática que causou uma polêmica muito grande com o grupo, que trata-se da canção “El día que Artigas se emborrachó”, pela qual o Ministério da Educação e Cultura daquele país fez uma denuncia penal à justiça por entender que se estava difamando o prócer nacional do Uruguai José Gervasio Artigas. O julgamento foi anulado porque o júri entendeu que nenhum delito havia sido cometido. Depois tentaram que o caso fosse julgado pela justiça militar – em plena democracia – porque acreditou-se que menosprezava a memória de Artigas. Finalmente o Instituto da Criança e do Adolescente do Uruguai (INAU) proibiu que o disco fosse vendido para menores de dezoito anos e também ficou proibida sua transmissão pelo rádio em horários de proteção ao menor. Foi o único caso de tentativa de censura no Uruguai de uma canção depois do retorno da democracia, em 1985. Musicalmente, o disco se assemelha ao Otra navidad en las trincheras, mas com uma entonação do ritmo murga, como na canção "Morcillo Lopéz".
Depois disso a popularidade do grupo decai um pouco. Seu álbum seguinte foi Revista ¡¡Ésta!! (1998), no qual todas as canções representavam uma notícia e o encarte do disco representava uma revista sensacionalista. Contêm músicas como "Ya te Vas a Mejorar" e "Yo Soy Alvin, el Batero" (na qual parodiam o baterista). Revista ¡¡Ésta!! é o disco com uma pegada mais rock da banda até o momento, mas ainda assim não consegue ter uma sonoridade linear e contínua.
Os mesmos passos foi seguido pelo álbum Cortamambo (2000), há muitas canções que tratam sobre temas polêmicos e sustentam opiniões tidas como incorretas, por exemplo as canções "Maten a las Ballenas", "No Somos Latinos", "La Pequeña Lety", "La Guerra de Gardel", "Cristo te Odia". Neste disco os grandes sucessos foram as músicas "Necesito una Mujer" e "Me Amo".

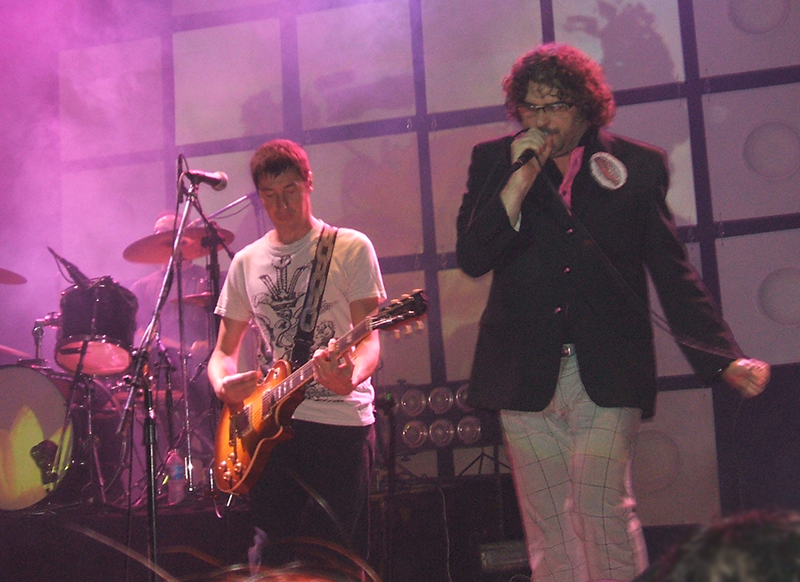
O grupo tocando ao vivo uma música de seu álbum Raro.

### A popularidade massiva
Em 2004 foi editado o disco homônimo à banda, El Cuarte de Nos. O álbum contava com dezoito faixas, sendo três música novas "No Quiero Ser Normal", "Fui yo" y "Hay que Comer") e quinze releituras de canções antigas. As novas versões estão mais próximas do gênero rock do que as originais. As produções assinadas por Juan Campodónico (ex-El Peyote Asesino) foram fundamentais para o sucesso do disco.
Este disco consegue colocar o grupo novamente entre os mais ouvidos do país e, além disso, consegue atrair a atenção de um público estrangeiro. Uma mostra do sucesso foi a comemoração dos vinte e um anos (em 2005) do grupo, quando enchem alguns espaços musicais do Uruguai em várias oportunidades.

### Raro
A popularidade do grupo se vê ainda mais incrementada com o lançamento do álbum Raro no ano de 2006. Musicalmente segue a mesma estrutura que o disco El Cuarteto de Nos, isto é, um rock mais formal com um ligeiro uso de música eletrônica. Este disco também foi produzido por Campodónico. Contem doze canções (duas do Santiago Tavella, uma do Ricardo Musso e nove do Roberto Musso).
O que também chama a atenção deste disco são as letras que começam a ser mais extensas ao estilo rap, com jogos de palavras ao extremo, e, letras que, se não parecem tão sarcásticas e ácidas como as anteriores, são mais verossímeis, sérias e reflexivas. Misturando o rock com o hip hop e o rap, criaram um modo de composição que os caracterizaria desde esse álbum até os tempos atuais da banda. Contem seus maiores sucessos como "Yendo a la casa de Damián" (canção que foi indicada ao Grammy Latino em 2007), "Pobre Papá", "Ya no sé que hacer conmigo" e "Invierno del 92".
Em 2007, El Cuarteto de Nos promoveu seu último trabalho por todo o continente, realizando apresentações impecáveis tanto no Festival Vive Latino no México, como no Festival Rock al Parque, na Colômbia e Quito Fest no Equador.
Participaram do Pepsi Music 2008 um enorme festival na Argentina junto a outras grande bandas e cantores solo. Na segunda mentade daquele ano anunciam seu novo disco o qual sairia entre março e os primeiros dias de abril.

### Bipolar
No dia 27 de maio de 2009, em meio a produção do álbum Bipolar, Ricardo Musso demonstrou insatisfação pelas diferenças artísticas e administrativas com o rumo que havia tomado a banda. A assessoria de comunicação do grupo informou que a banda não se separaria nem se dissolveria, mas sofreria uma mudança de estrutura. O baixista do grupo, Santiago Tavella, declarou que El Cuarteto de Nos não se separaria, mas Riki Musso deixaria a banda. Com a saída de Riki Musso foi adicionado dois novos instrumentalistas ao conjunto, Gustavo “Topo” Antuña (da banda Buenos Muchachos) assume a guitarra e Santiago Marrero os teclados.
O disco Bipolar se destaca musicalmente por ser muito mais (comparado ao álbum Raro) eletrônico, as letras deste disco exploram o gênero Rap e, embora não contem histórias, descrevem personalidades muito fortes (de onde vem o título do álbum). Bipolar apresenta doze canções dentre elas “El hijo de Hernandéz” que viria a ser o novo hit da banda, além de “Miguel gritar” e a nova versão de “Me amo”. O álbum os faria tão conhecidos em toda América Latina que foram convidados para participar de muitos festivais em vários países. O disco conta novamente com a produção de Juan Campadónico.

## Integrantes

### Formação atual
- Roberto Musso - Voz, guitarra rítmica (1984-presente)
- Santiago Tavella - Baixo elétrico, voz (1984-presente), guitarra rítmica (2009-presente)
- Álvaro "Alvin" Pintos - Bateria (instrumento musical), vocal de apoio (1985-presente)
- Gustavo "Topo" Antuña - Guitarra solo, vocal de apoio (2009-presente)
- Santiago Marrero - Teclados, baixo elétrico, vocal de apoio (2009-presente)

### Ex-integrantes
- Ricardo "Riki" Musso - Guitarra solo, voz (1984-2009)
- Andrés Bedó - Teclados (1984-1988)
- Leonardo Baroncini - Bateria (1984-1985)

## Discografia
- El Cuarteto de Nos / Alberto Wolf (parceria com  Alberto Wolf; 1984)
- Soy una arveja (1986)
- Emilio García (1988)
- Canciones del Corazón (1991)
- Otra Navidad en las Trincheras (1994)
- Barranca Abajo (1995)
- El Tren Bala (1996)
- Revista ¡¡Ésta!! (1998)
- Cortamambo (2000)
- El Cuarteto de Nos (2004)
- Raro (2006)
- Bipolar (2009)
- Lo Mejor de El Cuarteto de Nos (2011)
- Porfiado (2012)
- Habla Tu Espejo (2014)
- Apocalipsis Zombi (2017)
- Jueves (2019)